# Ликок, Ричард
Ри́чард Лико́к (англ. Richard Leacock, 18 июля 1921, Лондон — 23 марта 2011, Париж) — британский кинооператор и режиссёр-документалист, один из пионеров «прямого кино» (нем.).

## Биография
До восьми лет жил на Канарских островах, где его отец владел банановой плантацией (ей был посвящён первый фильм Ликока, который он снял в 14 лет, хотя мечтать о документальном кино начал ещё раньше). В 1938—1939 участвовал в орнитологической экспедиции Дейвида Лэка (он преподавал биологию в школе, где учился Ликок) на Галапагосские острова. В 1939—1942 изучал физику в Гарварде, считая это необходимым для понимания технологии фото- и киносъемки. Работал кинооператором и помощником монтажера у многих документалистов, начиная с Роберта Флаэрти. В 1954 году снял и смонтировал первую собственную ленту со времен «Банановой плантации» (1935). С начала 1960-х вместе с Робертом Дрю, Донном Пенбейкером, братьями Мэйслес и другими развивал «прямое кино», близкое тогдашним поискам синема-верите во Франции (Жан Руш и другие). С 1968 года преподавал и вёл практические занятия в киношколе при MIT, среди его учеников — Мира Наир, Росс Макэлви (англ.).
С 1989 года жил преимущественно в Париже.

## Избранная фильмография

### Операторская работа
- 1941: To Hear Your Banjo Play, реж. Чарлз Корвин (Геза Карпати)
- 1946—1948: Луизианская история/ Louisiana Story, реж. Роберт Флаэрти
- 1954: Jazz Dance, реж Роджер Тилтон
- 1970: Maidstone, реж. Норман Мейлер
- 1986: Jimi Plays Monterey, реж. Д.Пенбейкер (о Джими Хендриксе)

### Режиссура
- 1935: Canary Bananas
- 1954: Toby and the Tall Corn
- 1956: Разговор с Марселем Дюшаном/ A Conversation with Marcel Duchamp
- 1957: How the F-100 Got Its Tail
- 1958: Бернстайн в Израиле/ Bernstein in Israel
- 1959: Бернстайн в Москве/ Beernstein in Moscow
- 1959: Бой быков в Малаге/ Bull Fight at Malaga (с участием Э.Хемингуэя)
- 1960: Primary (избирательная кампания Кеннеди в штате Висконсин)
- 1961—1962: The Living Camera (сериал)
  - 1962: A Chair (о смертной казни)
- 1965: Портрет Стравинского/A Stravinsky Portrait
- 1965: Ку-Клукс-Клан — невидимая империя/ Ku Klux Klun — Invisible Empire
- 1966: The Anatomy of Cindy Fink
- 1968: Chiefs
- 1968: Two American Audiences: La Chinoise — A Film in the Making (в соавторстве с Д.Пенбейкером)
- 1970: Queen of Apollo
- 1972: Tread (о Мерсе Каннингеме)
- 1972: 1 P.M. (в соавторстве с Ж.-Л.Годаром и Д. Пенбейкером)
- 1978: Centerbeam (о выставке documenta)
- 1981: Community of Praise (об американском религиозном фундаментализме)
- 1984: Лулу в Берлине/ Lulu in Berlin (о Луизе Брукс и её работе с Г. В. Пабстом)
- 1991: Les oeufs à la coque de Richard Leacock
- 1993: Felix et Josephine
- 1993: Gott sei Dank — Ein Besuch bei Helga Feddersen (о немецкой актрисе Хельге Феддерсен)
- 1994: A Hole in the Sea
- 1996: Музыкальное приключение в Сибири/ A Musical Adventure in Siberia

## Ликок о кино
- В поисках ощущения присутствия  (рус.)

Готовится к изданию мемуарная книга Ликока Ощущение присутствия ().

## Признание
Премия Международной ассоциации кинодокументалистов за жизненное достижение (1987). Премия Майи Дерен (1995). Премия МФ документального фильма в Йиглаве за вклад в мировое кино (2000) и др.